# Barry Kader
Souleymane Aonge Barry Kader (Abiyán, Costa de Marfil, 26 de marzo de 1986), conocido simplemente como Barry Kader, es un exfutbolista marfileño.

## Trayectoria
Debutó con el equipo Sogndal Fotball en 2006 y permaneció por varias temporadas. En 2010 ganó la Primera División de Noruega con el equipo Sogndal Fotball. Su último club fue el SK Vard Haugesund.